# Matthieu van Eysden
Mattheus Marinus (Matthieu) van Eijsden (Amersfoort, 26 april 1896 - Haarlem, 8 november 1970) was een Nederlands acteur.

## Biografie
Matthieu van Eijsden (ook gespeld als Van Eysden) werd geboren als zoon van Mattheus Marinus van Eijsden en Berta Elisabeth van Kempen. Hij moest van zijn ouders een opleiding tot officier volgen. In 1920 kwam hij toch aan het toneel toen hij door Herman Heijermans als figurant werd toegelaten tot diens gezelschap. Het was het begin van een lange carrière waarin hij zowel op het toneel als in films veelvuldig te zien was. Op 23 juni 1932 trouwde hij te Amsterdam met de 13 jaar jongere toneelspeelster Maria Margaretha (Mary) van den Berg (1909-2003) van wie hij in 1949 scheidde.
Van Eijsden overleed in Haarlem en werd begraven op de Amsterdamse begraafplaats Zorgvlied. Zijn grafsteen vermeldt "toneelspeler".

## Externe link

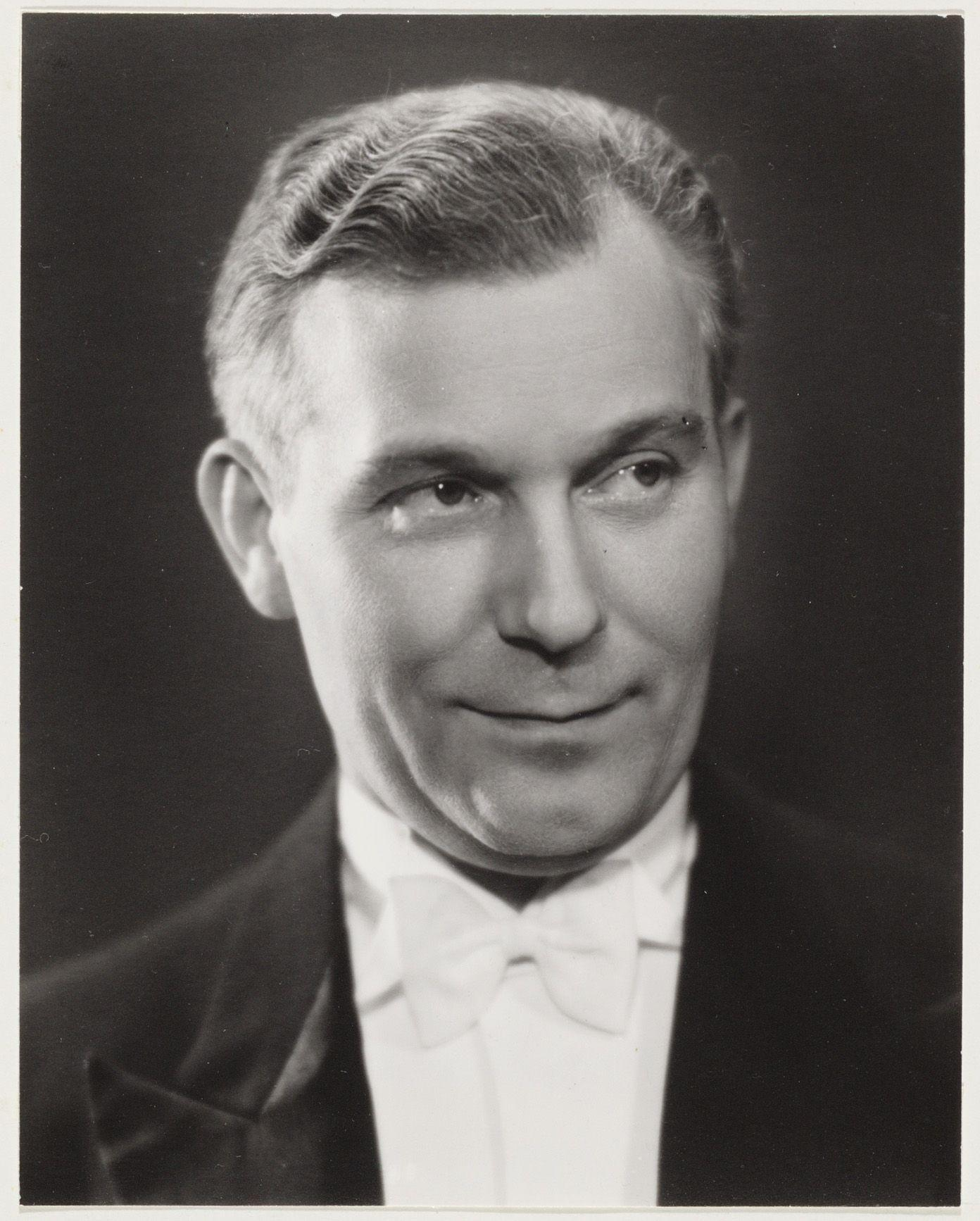
Van Eijsden (1937)